# 프로젝트 A코
프로젝트 A코(プロジェクトA子)는 일본에서 제작된 니시지마 가츠히코 감독의 1986년 애니메이션, 코미디, 액션 영화이다. 이토 미키 등이 주연으로 출연하였다.

## 출연

### 주연
- 이토 미키
- 시노하라 에미
- 토미자와 미치에